# Округ Чатахучи (Џорџија)
Округ Чатахучи (енгл. Chattahoochee County) је округ у америчкој савезној држави Џорџија.

## Демографија
По попису из 2010. године број становника је 11.267, што је 3615 (-24.3%) становника мање него 2000. године.
| Група             | 2000.         | 2010.         |
| Белци             | 8.181 (55,0%) | 7.089 (62,9%) |
| Афроамериканци    | 4.453 (29,9%) | 2.123 (18,8%) |
| Азијати           | 268 (1.8%)    | 246 (2,2%)    |
| Хиспаноамериканци | 1,551 (10,4%) | 1.398 (12,4%) |
| Укупно            | 14.882        | 11.267        |